# El monte (película)
El monte es una película dramática fantástico argentina de 2022 dirigida por Sebastián Caulier. Narra la historia de una distante relación de un hijo con su padre, a quien no ve hace tiempo y decide buscarlo en el medio del monte para devolverlo a la civilización, pero descubre que algo extraño le sucede a su padre en ese lugar. Está protagonizada por Gustavo Garzón, Juan Barberini y Gabriela Pastor. La película se estrenó mundialmente el 25 de abril de 2022 durante el Buenos Aires Festival Internacional de Cine Independiente, mientras que tuvo su lanzamiento limitado en las salas de cines de Argentina el 18 de agosto de 2022.

## Sinopsis
Nicolás, luego de varios años, decide buscar a su padre Rafael tras enterarse de que dejó toda su vida profesional atrás para instalarse en un lugar remoto del monte formoseño. Cuando llega, su padre a penas lo reconoce y pronto se da cuenta de que Rafael tiene una extraña conexión con la naturaleza. En ese momento, Nicolás descubrirá que el lugar esconde un antiguo secreto que se apoderó de su padre y que también puede poner en peligro su vida.

## Reparto
- Gustavo Garzón como Rafael
- Juan Barberini como Nicolás
- Gabriela Pastor como Irene
- Tedy Durán como Azucena
- Melanie Castellini como Ahijada de Azucena
- Ema Cuañeri como Chamana
- Mauricio Vila como Martín
- Cristian Salguero como Ricardo

## Recepción

### Comentarios de la crítica
En el sitio web Todas las críticas, la película posee una aprobación del 70% basado en 20 reseñas. Diego Brodersen de Página/12 valoró la interpretación de Garzón, diciendo «que ofrece una potente encarnación de un hombre que parece estar perdiéndose a sí mismo» y además describió que la película cuenta con un «relato minimalista que va abriéndose a la leyenda, El monte funciona mejor cuando el misterio aún no ha revelado su rostro». Ezequiel Boetti de Otros cines elogió también a Garzón asegurando que su trabajo «es notable, pues encarna a la perfección las aristas más filosas de una persona alejada de la civilización». Juan Pablo Russo de Escribiendo cine calificó a la cinta con 7, destacando que «cada plano, cada secuencia, cada escena, está plagada de la más pura poesía gracias al exquisito trabajo en la dirección de fotografía de Nicolás Gorla».
En una reseña para La Nación, Paula Vázquez Prieto escribió que «El monte luce mejor en esas instancias en las que la incertidumbre está en los personajes pero no en la puesta en escena, firme sobre esos difusos contornos entre lo real y lo imaginario». Pablo O. Scholz de Clarín resaltó el trabajo del director, afirmando que «Caulier maneja bien los silencios, los suspensos, y crea un clima entre premeditadamente hostil y decididamente de extrañeza».

### Premios y nominaciones
| Lista de premios y nominaciones | Lista de premios y nominaciones               | Lista de premios y nominaciones            | Lista de premios y nominaciones   | Lista de premios y nominaciones | Lista de premios y nominaciones |
| Año                             | Organización                                  | Categoría                                  | Nominado/a(s)                     | Resultado                       | Ref(s)                          |
| ------------------------------- | --------------------------------------------- | ------------------------------------------ | --------------------------------- | ------------------------------- | ------------------------------- |
| 2022                            | Festival Internacional de Cine de las Alturas | Mención especial - Dirección de fotografía | Nicolás Gorla                     | Ganador                         | [ 12 ]                          |
| 2022                            | Festival Audiovisual de Bariloche             | Mejor sonido                               | Manuel de Andrés                  | Ganador                         | [ 13 ]                          |
| 2022                            | Festival Audiovisual de Bariloche             | Mejor montaje                              | Tomás Pernich y Federico Rolstein | Ganadores                       | [ 13 ]                          |
| 2022                            | Festival Audiovisual de Bariloche             | Mejor actor                                | Juan Barberini                    | Ganador                         | [ 13 ]                          |
| 2022                            | Festival de Cine Argentino de Tandil          | Mención especial - Película                | El monte                          | Ganador                         | [ 14 ]                          |
| 2022                            | Festival de Cine Argentino de Tandil          | Mejor actriz                               | Gabriela Pastor                   | Ganadora                        | [ 14 ]                          |
| 2022                            | Festival de Cine Argentino de Tandil          | Mejor dirección de fotografía              | Nicolás Gorla                     | Ganador                         | [ 14 ]                          |
| 2022                            | Premios Sur                                   | Mejor fotografía                           | Nicolás Gorla                     | Nominado                        | [ 15 ]                          |
| 2023                            | Premios Cóndor de Plata                       | Mejor película                             | El monte                          | Nominado                        | [ 16 ]                          |
| 2023                            | Premios Cóndor de Plata                       | Mejor director                             | Sebastián Caulier                 | Nominado                        | [ 16 ]                          |
| 2023                            | Premios Cóndor de Plata                       | Mejor actor                                | Gustavo Garzón                    | Nominado                        | [ 16 ]                          |
| 2023                            | Premios Cóndor de Plata                       | Mejor guion original                       | Sebastián Caulier                 | Nominado                        | [ 16 ]                          |